# Lista över träd och buskar som växer i Sverige
Detta är en lista över träd och buskar som växer i Sverige.
För de vanligaste arterna anges mängden virke (miljoner kubikmeter) i Sverige 1994.[källa behövs]
- Alar
  - Gråal Alnus incana 8,4
  - Klibbal Alnus glutinosa 22
- Almar
  - Alm Ulmus glabra 1,1
  - Lundalm Ulmus minor
  - Vresalm Ulmus laevis
- Ask Fraxinus excelsior 3,6
- Asp Populus tremula 37
- Avenbok Carpinus betulus
- Benved Euonymus europaeus - buske
- Brakved Frangula alnus - buske
- Björkar
  - Dvärgbjörk Betula nana - buske
  - Glasbjörk Betula pubescens 67
    - Fjällbjörk Betula pubescens ssp. tortuosa

  - Vårtbjörk Betula pendula 205
    - Masurbjörk Betula pendula var. carelica
    - Hängbjörk Betula pendula f. tristis
    - Ornäsbjörk (”Sverigeträdet”) Betula pendula f. dalecarlica
- Bokar
  - Bok Fagus sylvatica 14
    - Rödbok (= blodbok) Fagus sylvatica f. purpurea
    - Vresbok Fagus sylvatica var. tortuosa
- Ekar
  - Bergek (= druvek och vinterek) Quercus petraea
  - Ek (= stjälkek, skogsek och sommarek) Quercus robur
- En Juniperus communis
- Flädersläktet Sambucus
  - Fläder Sambucus nigra - buske
  - Druvfläder Sambucus racemosa - buske
- Fågelbär Prunus avium
- Getapel (= vägtorn) Rhamnus cathartica
- Hagtorn - buskar
  - Rundhagtorn Crataegus laevigata
  - Trubbhagtorn Crataegus monogyna
- Hassel Corylus avellana
- Havtorn - buske
- Hägg Prunus padus
- Idegran Taxus baccata
- Jolster Salix pentandra
- Lindar
  - Bohuslind Tilia platyphyllos
  - Parklind Tilia × vulgaris
  - Skogslind (= lind) Tilia cordata 1,2
- Lönnar
  - Naverlönn Acer campestre
  - Skogslönn Acer platanoides 0,9
  - Sykomorlönn (=tysklönn) Acer pseudoplatanus
- Olvon Viburnum opulus - buske
- Oxlar
  - Oxel Sorbus intermedia
  - Rönn Sorbus aucuparia 4,1
  - Vitoxel Sorbus aria
- Oxbär - buskar
  - Oxbär Cotoneaster scandinavicus
  - Svartoxbär Cotoneaster niger
- Pilar
  - Knäckepil (=hängpil och kaskadpil) Salix fragilis
  - Vitpil Salix alba
- Släktet Ribes - buskar
  - Krusbär Ribes uva-crispa
  - Röda vinbär Ribes rubrum
  - Svarta vinbär eller tistron Ribes nigrum
  - Måbär Ribes alpinum
- Rosor - buskar
  - Plommonros Rosa villosa
  - Kanelros Rosa majalis
  - Nyponros Rosa dumalis
  - Stenros Rosa canina
  - Vresros Rosa rugosa
- Skogstry Lonicera xylosteum - buske
- Slån Prunus spinosa - buske
- Syrener Syringa
- Sälg Salix caprea 10
- Tallväxter
  - Granar
    - Gran (= rödgran) Picea abies 1272

  - Lärk Larix decidua
  - Tallar
    - Tall (= fura) Pinus sylvestris 1080
- Tibast Daphne mezereum - buske
- Vildapel Malus sylvestris